# FBA Type A
FBA Type A og de næsten identiske Type B og C var en familie af rekognosceringsfly bygget i Frankrig af Franco-British Aviation (FBA) umiddelbart før og under 1. verdenskrig. Designet var baseret på patenter fra Donnet-Lévêque.
Type A var et vandflyver konstrueret som et biplan med en ujævn pusher konfiguration og to stivere. Vingerne bestod af otte rum adskilt af tværskotter. Skottene bestod af ask og vingerne var dækket af krydsfiner. Haleroret var placeret på en overbygning på skroget ved hjælp af stålrør. Piloten og observatøren sad ved siden af hinanden i det åbne cockpit.

## Operativ historie
De tidligste produktionseksemplarer blev solgt til Østrig-Ungarn og Danmark før 1. verdenskrig, men i løbet af krigen tog produktionen fart og man solgte mange eksemplarer til Storbritannien, Frankrig og Italien fra 1915.

## Varianter
- Type A (prototype, 1913) - fremdrevet af en 50 Hk Gnome Omega.
- Type A (produktionsmodel) - fremdrevet af en 80 Hk Gnome Monosoupape 7 Type A - øget størrelse.
- Type B - fremdrevet af en 100 Hk Gnome Monosoupape 9 Type B-2.
- Type C - fremdrevet af en Clerget 9B.
  - Type 11 HE.2 - tosædet primitiv vandflyver.
  - Type 14 - tosædet trænings vandflyver bygget til Marine Nationale. 20 bygget.
- Type H - Den mest producerede variant, lidt større end de andre varianter og typisk med en Hispano-Suiza 8B motor.
- Type S - forlænget skrog og vinger, fremdrevet af en Hispano-Suiza 8B.